# Gyroptera cycloptera
Gyroptera cycloptera är en amarantväxtart som först beskrevs av Otto Stapf, och fick sitt nu gällande namn av Viktor Petrovitj Botjantsev. Gyroptera cycloptera ingår i släktet Gyroptera och familjen amarantväxter. Inga underarter finns listade i Catalogue of Life.